# I Look to You
I Look to You é o sétimo e último álbum de estúdio da cantora americana de R&B e pop Whitney Houston. Foi lançado em 28 de Agosto de 2009 pela Sony Music na Europa, e em seguida em 31 de Agosto pela Arista Records nos Estados Unidos antes de ser lançado pela RCA Records no Reino Unido em 19 de Outubro. Este é o primeiro álbum de estúdio de Houston desde One Wish: The Holiday Album em 2003.
Recebeu críticas favoráveis pelos críticos de música, tendo recebido uma pontuação total de 66/100 pelo Metacritic e estreou na Billboard 200 nos Estados Unidos no número um, com vendas de 305.000, superando a sua melhor venda na primeira semana em toda sua carreira que foi de de 205.000 unidades com Just Whitney em 2002, e foi seu primeiro álbum a chegar ao número um nos Estados Unidos desde a trilha sonora do filme The Bodyguard.
Ele gerou dois singles oficiais: A canção-título, que se tornou num top 20 na Hot R&B/Hip-Hop Songs, e os internacional "Million Dollar Bill", que atingiu o top dez em vários países do mundo e também se tornou num top 20 na tabela de R&B. Desde seu lançamento, I Look to You vendeu 2.5 milhões de unidades em todo o mundo, ganhando certificação de platina em sete países e certificação de ouro em oito. Um single promocional, "Nothing But Love", foi lançado somente nas estações de rádio do Reino Unido para promover a acompanhante Nothing But Love World Tour. Até hoje já ultrapassa a marca de 5 milhões de cópias vendidas.

## Faixas
| #   | Título                                             | Compositor                       | Produtor(es)                                    | Duração |
| --- | -------------------------------------------------- | -------------------------------- | ----------------------------------------------- | ------- |
| 1.  | "Million Dollar Bill"                              | Alicia Keys                      | Swizz Beatz                                     | 3:24    |
| 2.  | "Nothin' But Love"                                 | 3:35                             |                                                 |         |
| 3.  | "Call You Tonight"                                 | Johntá Austin                    | Stargate                                        | 4:08    |
| 4.  | "I Look to You"                                    | R. Kelly                         | Christopher "Tricky" Stewart, Harvey Mason, Jr. | 4:25    |
| 5.  | "Like I Never Left" (com Akon)                     | Claude Kelly                     | Akon                                            | 3:49    |
| 6.  | "A Song for You" (Cover da canção de Leon Russell) | Leon Russell                     | H. Mason Jr.                                    | 4:11    |
| 7.  | "I Didn't Know My Own Strength"                    | Diane Warren                     | David Foster                                    | 3:40    |
| 8.  | "Worth It"                                         | J. Austin                        | Eric Hudson                                     | 4:39    |
| 9.  | "For the Lovers"                                   | Hills, C. Kills, Marcella Araica | Danja                                           | 4:14    |
| 10. | "I Got You"                                        | C. Kelly                         | Akon                                            | 4:12    |
| 11. | "Salute"                                           | R. Kelly                         | Tricky Stewart                                  | 4:10    |

## Posições
| Parada (2009)                                 | Melhor posição |
| --------------------------------------------- | -------------- |
| Argentina                                     | 2              |
| Austrália                                     | 16             |
| Áustria                                       | 3              |
| Bélgica - Flandres                            | 7              |
| Bélgica - Valônia                             | 9              |
| Canadá                                        | 1              |
| Chéquia                                       | 4              |
| Dinamarca - Hitlisten                         | 2              |
| Países Baixos                                 | 1              |
| União Europeia - European Top 100 Albums      | 1              |
| Finlândia - YLE                               | 17             |
| França                                        | 3              |
| Alemanha                                      | 1              |
| Hungria                                       | 5              |
| Irlanda                                       | 38             |
| Itália                                        | 1              |
| Japão                                         | 16             |
| México                                        | 42             |
| Nova Zelândia                                 | 10             |
| Noruega                                       | 2              |
| Polónia                                       | 1              |
| Portugal                                      | 25             |
| Rússia                                        | 3              |
| Espanha                                       | 3              |
| Suécia                                        | 2              |
| Suíça                                         | 1              |
| Taiwan                                        | 1              |
| Estados Unidos - Billboard 200                | 1              |
| Estados Unidos - Billboard R&B/Hip-Hop Albums | 1              |

| País           | Certificação | Vendas     |
| -------------- | ------------ | ---------- |
| Áustria        | ouro         | 10,000+    |
| Itália         | Platina      | 60,000+    |
| Canadá         |              | 25,000     |
| Polônia        | Platina      | 10,000+    |
| Rússia         | ouro         | 10,000+    |
| Suécia         | ouro         | 20,000+    |
| Suíça          | Platina      | 10,000+    |
| Estados Unidos | Platina      | 1.500.000+ |